# TSV 1861 Swinemünde
Der TSV 1861 Swinemünde war ein deutscher Sportverein aus der gleichnamigen pommerschen Stadt, dem heutigen Świnoujście. Die Fußballabteilung spielte zwei Jahre lang in der erstklassigen Gauliga Pommern.

## Geschichte
Der TSV 1861 Swinemünde entstand 1938 aus einer Fusion des Swinemünder SC mit dem TV Swinemünde 1861 und dem Kraft-SV Germania Swinemünde. 
Die Fußballabteilung des Swinemünder SC spielte vor 1933 im Bereich Vorpommern. Der Spielbetrieb in diesem Gebiet war gekennzeichnet durch häufigen Wechsel des Fußballverbandes. So spielten die Swinemünder Mannschaften bis 1925 im Norddeutschen Fußballverband, wechselten dann in den Baltischen Rasen- und Wintersport-Verband und spielten ab 1930/31 mit dem gesamten pommerschen Gebiet innerhalb des Verbandes Brandenburgischer Ballspielvereine (VBB). Der Swinemünder SC gewann 1928/29 die Staffel Ost der Kreisliga Vorpommern-Rügen, verpasste aber durch eine 1:4-Niederlage gegen den Stralsunder SV 07 (Staffelsieger West) die Qualifikation zur pommerschen Fußballendrunde. Im VBB spielte der Verein bis 1933 in der erstklassigen Bezirksliga Vorpommern.
Nach der Gleichschaltung 1933 wurden die Fußballverbände aufgelöst, der Spielbetrieb fand fortan in anfangs 16 Sportgauen statt. Der Swinemünder SC wurde dem Sportgau Pommern zugeordnet und startete in der drittklassigen 1. Kreisklasse Gollnow West. Dem Verein gelang in dieser Spielzeit der Aufstieg in die Fußball-Bezirksklasse Pommern 1934/35. Auch diese Spielklasse konnte der Verein als Erster abschließen, so dass er sich für die Aufstiegsrunde zur Gauliga Pommern 1935/36 qualifizierte, in dieser jedoch dem SC Blücher Gollnow und Graf Schwerin Greifswald unterlag. Der Verein spielte fortan weiter in der zweitklassigen Bezirksklasse, 1938 erfolgte dann die Fusion zum TSV 1861 Swinemünde. 1938/39 gewann der Verein die Bezirksklasse Pommern West und qualifizierte sich für die Aufstiegsrunde zur Gauliga 1938/39. Dieses Mal konnte Swinemünde die Aufstiegsrunde erfolgreich bestreiten und stieg zur kommenden Spielzeit in die erstklassige Gauliga Pommern auf. Im selben Jahr qualifizierte sich Swinemünde für die Hauptrunde des Tschammerpokals 1938, schied jedoch nach einer 1:5-Niederlage gegen Blau-Weiß 90 Berlin bereits in der ersten Runde aus.
In der ersten Gauligaspielzeit für Swinemünde erreichte der Verein den fünften Tabellenplatz bei sechs teilnehmenden Mannschaften im Abschnitt West und entging damit dem Abstieg in die Zweitklassigkeit nur knapp. 1940/41 stieg der TSV 1861 Swinemünde dann wieder in die 1. Klasse ab, mit sechs Punkten aus 14 Spielen wurde der Verein erneut Vorletzter. Die kommenden Spielzeiten verbrachte Swinemünde in der zweitklassigen 1. Klasse, erst zur Spielzeit 1944/45, als kriegsbedingt alle noch spielfähigen Mannschaften in sogenannte Sportkreisgruppen eingeteilt wurden, spielte der Verein letztmals erstklassig. Die Sportkreisgruppe Greifswald wurde aber kriegsbedingt nach einem Spieltag abgebrochen.
Die Feldhandball-Abteilung des TV Swinemünde 1861 stieg zur Spielzeit 1935/36 in die erstklassige Handball-Gauliga Pommern auf. In der kommenden Spielzeit zog sich der Verein jedoch wieder aus dieser zurück.
Nach dem Zweiten Weltkrieg wurde das zum Deutschen Reich gehörende Swinemünde unter polnische Verwaltung gestellt. Der TSV 1861 Swinemünde wurde – wie alle übrigen deutschen Vereine und Einrichtungen – zwangsaufgelöst.

## Erfolge
- Spielzeiten in der Fußball-Gauliga Pommern: 1939/40, 1940/41, 1944/45
- Qualifikation Tschammerpokal: 1938